# 爱的领域
《爱的领域》（羅馬化：Toong Sanaeha）是布莎空·翁蓬班、札玲朋·尊克迪、扎隆·索纳特、塔宁·门罗恩斯、登坤·恩加内特、彭娜帕·戴普缇那孔、琳拉达·考布瓦赛、依莎亚·贺苏汪、坦雅帕·帕塔拉媞拉猜差容一同参演的泰国年代家庭剧，改编自《罪孽牢笼》作家朱拉玛尼（Chulamani）的同名小说。剧集于2020年2月16日起每周五至周日晚在泰国第3电视台播出，为庆祝泰国第3电视台成立50周年的台庆剧。

## 剧情简介
故事发生在1972至1978年间，主要讲述住在那空沙旺府拉尧县Nong Namphueng村不同阶层年轻人的爱情故事。Paitoon爱上了Yupin，他们已经计划好结婚事宜，但是他的母亲Pao不喜欢门不当户不对的Yupin。当Paitoon出家时，Pao以还清债务逼迫Yupin，把她嫁给了Paitoon的弟弟，患有小儿麻痹症的Praiwan。虽然Yupin成为了Paitoon的弟媳，但是他们的爱意一直没有消失。他们是否能跨越重重障碍重新在一起？

## 演员阵容
- 布莎空·翁蓬班 饰演 Sampao（Pao）
- 札玲朋·尊克迪 饰演 Yupin
- 扎隆·索纳特 饰演 Paitoon
- 登坤·恩加内特 饰演 Mingkwan
- 塔宁·门罗恩斯（英语：Tanin Manoonsilp） 饰演 Praiwan
- 彭娜帕·戴普缇那孔
- 琳拉达·考布瓦赛 饰演 Juntara
- 依莎亚·贺苏汪 饰演 Jinda
- 坦雅帕·帕塔拉媞拉猜差容 饰演 Kaewjai
- 帕斯威奇·布拉纳努特 饰演 Niphat中尉
- 纳瓦希·普潘塔奇斯 客串 Nawasch探长
- 洛蕾娜·舒特 客串 Srikanya Insakul

## 剧集反响
- 此剧屡次登上了泰国推特热搜榜榜首[13]。

### 泰國電視收視率
- 收視最低的集數以藍色表示，收視最高的集數以紅色表示，而空格則表示該集的收視沒有相關數據。

| 集數 No.   | 播放日期      | 播放時段 (UTC+07:00) | 平均收視率 | 來源   |
| ---------- | ------------- | -------------------- | ---------- | ------ |
| 1          | 2020年2月16日 | 星期日 20:30         | 2.586      | [ 14 ] |
| 2          | 2020年2月21日 | 星期五 20:30         | 2.604      | [ 15 ] |
| 3          | 2020年2月22日 | 星期六 20:30         | 2.750      | [ 15 ] |
| 4          | 2020年2月23日 | 星期日 20:30         | 2.567      | [ 15 ] |
| 5          | 2020年2月28日 | 星期五 20:30         | 3.262      | [ 16 ] |
| 6          | 2020年2月29日 | 星期六 20:30         | 2.940      | [ 16 ] |
| 7          | 2020年3月1日  | 星期日 20:30         | 3.461      | [ 16 ] |
| 8          | 2020年3月6日  | 星期五 20:30         | 3.826      | [ 17 ] |
| 9          | 2020年3月7日  | 星期六 20:30         | 4.002      | [ 17 ] |
| 10         | 2020年3月8日  | 星期日 20:30         | 4.083      | [ 17 ] |
| 11         | 2020年3月13日 | 星期五 20:30         | 4.006      | [ 18 ] |
| 12         | 2020年3月14日 | 星期六 20:30         | 4.289      | [ 18 ] |
| 13         | 2020年3月15日 | 星期日 20:30         | 4.454      | [ 18 ] |
| 14         | 2020年3月20日 | 星期五 20:30         | 4.169      | [ 19 ] |
| 15         | 2020年3月21日 | 星期六 20:30         | 4.939      | [ 19 ] |
| 16         | 2020年3月22日 | 星期日 20:30         | 5.199      | [ 19 ] |
| 17         | 2020年3月27日 | 星期五 20:30         | 4.976      | [ 20 ] |
| 18         | 2020年3月28日 | 星期六 20:30         | 5.122      | [ 20 ] |
| 19         | 2020年3月29日 | 星期日 20:30         | 5.709      | [ 20 ] |
| 平均收視率 | 平均收視率    | 平均收視率           | 3.944      | 1      |

^1  基於每集的平均觀眾份額。